# 国定謙男
国定 謙男（くにさだ かねお、1913年（大正2年）2月10日 - 1945年（昭和20年）8月22日）は、日本の海軍軍人。太平洋戦争の敗戦を受けて、一家四人で自決した海軍少佐である。

## 来歴

### 略歴
岡山県出身。幼少期に北海道へ移り、室蘭中学4年修了で海軍兵学校入校。1932年（昭和7年）11月卒業。国定は海兵60期で、席次4番の恩賜組である。
国定は第26期飛行学生を修了した搭乗員であった。1937年（昭和12年）、海軍中尉で空母「龍驤」乗組であった国定は、第二次上海事変に出征し、日本国内で度々報じられる奮戦振りであった。岩国海軍航空隊飛行長として太平洋戦争の開戦を迎え、第12連合航空隊参謀、三重海軍航空隊教官、練習連合航空隊参謀などを歴任した。
この間に訓練を担当した第13期飛行予備学生は、特攻隊員として多くが戦死している。国定は一時、病のため軍務を離れるが、軍令部勤務となり戦備、補給を担当する第二部に属し戦備計画を担当していた。日本のポツダム宣言受諾を受けて、茨城県土浦市善応寺の佐久良東雄の墓所付近で妻、長男、長女とともに自決した。

### 自決
終戦間際の国定は徹底抗戦論者で、和平派の海相・米内光政の暗殺を謀っていた。しかし決行には至らず、敗戦を迎えた1945年（昭和20年）8月15日夜、有力な抗戦論者であった大西瀧治郎を官舎に訪問している。しかし大西は国定らを前に抗戦論を述べることはなく、その夜のうちに自決した。国定らは大西の自決をまだ知らなかったが、国定はその夜のうちに同期生に自決の意思を打ち明けている。
自決時の国定は、軍装に金鵄勲章、記章、参謀飾緒を佩用した姿であった。遺書には妻が説得にもかかわらず死を希望したことが記され、子を連れて行くことに対し「愚カナル親心ヲ察シ乞フ」とあった。